# Institut diplomatique et consulaire
L'Institut diplomatique et consulaire (IDC) est un centre de formation professionnelle destiné en premier lieu aux agents supérieurs du ministère des Affaires étrangères de la République française. En question dès 1991, il a ouvert en 2010. Les lauréats des concours de conseiller des affaires étrangères, de secrétaire des affaires étrangères et d'attaché des systèmes d'information et de communication l'intègrent pour une formation initiale de quatre mois. Sa création et sa mise en œuvre ont été confiées à la sous-direction de la formation et des concours du ministère des Affaires étrangères. L'IDC dispense également des modules de formation continue aux agents arrivés à mi-carrière (essentiellement des sous-directeurs et directeurs adjoints).

## Organisation
L'IDC est depuis mars 2022 une composante de l'École pratique des métiers de la diplomatie (d) (EPMD), au statut de service à compétence nationale, qui comprend également :
1. l'Institut de formation aux affaires administratives et consulaires (d) (IFAAC) ;
2. le centre de formation linguistique ;
3. le centre de formation continue ;
4. le centre de l'audiovisuel et de la formation en ligne ;
5. le collège des hautes études de l'institut diplomatique (CHEID) ;
6. l'académie diplomatique d'été.

La directrice de l'EPMD est Agnès Romatet-Espagne (d), directrice des ressources humaines du ministère, et son adjoint est Cyril Gérardon (d) .

## Cursus de la formation initiale
La formation à l'IDC dure un peu moins de quatre mois. Les auditeurs sont familiarisés avec tous les services du ministère des Affaires étrangères. Ils suivent notamment :
- des cours de négociation dispensés par l'ESSEC IRENÉ (d) (Institut de recherche et d'enseignement sur la négociation)
- des cours de prise de parole en public et de média training
- des cours sur la défense à l'Institut des hautes études de défense nationale (IHEDN).

Chaque promotion de l'IDC rencontre la nouvelle promotion de jeunes diplomates allemands, ainsi que la nouvelle promotion de jeunes diplomates britanniques.

## Liste des promotions de la formation initiale
- 2024 : Suzanne Borel
- 2023 : Missak et Mélinée Manouchian
- 2022 : Joseph Kessel
- 2021 : Gisèle Halimi
- 2020 : Avicenne
- 2019 : Eleanor Roosevelt
- 2018 : Jeanne Barret
- 2017 : Hymne à la joie
- 2016 : Fridtjof Nansen[12]
- 2015 : Ibn Khaldoun
- 2014 : Lafayette
- 2013 : Marco Polo
- 2012 : Saint-John Perse
- 2011 : Alexandra David-Néel
- 2010 : Stefan Zweig

## La formation continue
Lancé en octobre 2011 un premier cycle de formation à mi-carrière s’adresse à des agents ayant en moyenne 15 ans d’ancienneté et accédant pour la première fois, à des fonctions de directeur adjoint, de sous-directeur ou de chef de mission diplomatique ou consulaire. Il comporte des modules de formation collectifs et un suivi personnalisé des agents et se déroule sur un cycle de trois ans.